# Rockets Redglare
Rockets Redglare (8 de mayo de 1949 - 28 de mayo de 2001) fue un actor y comediante estadounidense. Trabajó en más de 30 películas entre las décadas de 1980 y '90, incluyendo películas independientes y comerciales como After Hours (1984) y Desperately Seeking Susan (1985).

## Primeros años
Su nombre real era Michael Morra, nació en la ciudad de Nueva York en 1949, hijo de Agnes Tarulli Morra, una adicta a la heroína de 15 años de edad. Todavía en el útero, se volvió adicto a la heroína, los médicos tuvieron que agregar un derivado opiáceo en su alimentación para poder retirarle la droga. Su padre y su tío fueron criminales dentro del movimiento del hampa ítalo-estadounidense de Sheepshead Bay, Brooklyn. Después de que su padre fue deportado a Italia (su lugar de origen), su madre comenzó una relación con un exboxeador drogadicto, quien solía agredirlos. Tras la muerte de su madre, asesinada por su novio, Morra comenzó a usar el nombre artístico Rockets Redglare, tomado de la quinta línea del himno nacional de los EE. UU., The Star-Spangled Banner.

## Años 1970 y '80
Desde 1970 a 1974, Morra pasó el tiempo en el Kinsman Hall, una clínica de rehabilitación por drogas ubicado primero en Hillsdale, Nueva York y más tarde en Jackman, Maine. Entró al programa como huésped y continuó hasta llegar a ser empleado en el puesto de director asistente, antes de regresar a su casa en Nueva York. A finales de la década de 1970, Morra pasaba la mayor parte de su tiempo en East Village, donde se "transformó en parte integrante en de la escena porno y punk". Morra trabajó como guardia de seguridad en el "Red Bar" de East Village, como roadie para una banda llamada The Hassles (donde se encontraba Billy Joel) y como guardaespaldas y suministrador de drogas del bajista Sid Vicious y Jean-Michel Basquiat. La noche en que Sid Vicious supuestamente mató a su novia Nancy Spungen, Morra había llevado cuarenta cápsulas de hidromorfona a la habitación de la pareja en el Chelsea Hotel. En su libro, Pretty Vacant: A History of Punk, Phil Strongman indica que él cree que fue Redglare quien asesinó a Nancy Spungen.
Morra comenzó a hacer comedia en vivo en bares de East Village como Pyramid y Club 57 en su propio show llamado Taxi Cabaret, donde también hacía arte performance. Debutó en el cine en The Way It Is (1984), una película que también tenía entre el reparto a Steve Buscemi y Vincent Gallo. Más tarde, ese mismo año, apareció en Stranger Than Paradise de Jim Jarmusch. Era a menudo elegido para interpretar personajes duros y de mal aspecto, lo que hacía eco a su vida real y sus problemas con las drogas.

## Muerte
Morra falleció en el año 2001 debido a una combinación de insuficiencia renal, insuficiencia hepática, cirrosis hepática y hepatitis C. Su muerte fue acelerada por sus múltiples adicciones: admitió que «cualquier cosa que me ha gustado... siempre la he hecho en exceso», incluyendo la heroína, la cocaína y el alcohol. Al momento de su muerte, Morra estaba obeso y hospitalizado. En 2003, el director Luis Fernández de la Reguera estrenó un documental acerca de Morra titulado Rockets Redglare!, un «retrato de la personalidad neoyorquina desde sus primeros días en los '50 hasta el East Village en los '80 y su trágica muerte en 2001».
Tras la muerte de Morra, los escritores de obituarios intentaron resumir su variada, pintoresca e inusual vida en las escenas artísticas y musicales de Nueva York como guardaespaldas/roadie transformado en actor/comediante. El Chicago Reader describió a Morra como un «buscavidas compulsivo que se volvió obeso una vez que decidió sustituir las drogas por la cerveza», y que además fue «un talentoso anecdotista» y narrador, específicamente en situaciones informales y relajadas. El periódico The Stranger expuso que Morra se transformó en una «celebridad alternativa» de Nueva York en los bares y clubes de East Village donde tomaba y contaba historias.

## Filmografía
| Cine       | Cine                                          | Cine                        | Cine                                                                                   |
| Año        | Película                                      | Papel                       | Notas                                                                                  |
| ---------- | --------------------------------------------- | --------------------------- | -------------------------------------------------------------------------------------- |
| 1984       | Stranger Than Paradise                        | Jugador de póquer           |                                                                                        |
| 1985       | Desperately Seeking Susan                     | Taxista                     |                                                                                        |
| 1985       | After Hours                                   | Angry Mob Member            |                                                                                        |
| 1985       | The Way It Is                                 | Rockets                     | Títulos alternativos: The Way It Is or Eurydice in the Avenues Euridice on the Avenues |
| 1986       | Down by Law                                   | Gig                         |                                                                                        |
| 1987       | Hotshot                                       |                             | Acreditado como Rockets Red Glare                                                      |
| 1987       | Salvation!: Have You Said Your Prayers Today? | Ollie                       |                                                                                        |
| 1988       | Candy Mountain                                | Conductor de furgoneta      |                                                                                        |
| 1988       | Stars and Bars                                | Peter Gint                  |                                                                                        |
| 1988       | Shakedown                                     | Ira                         | Título alternativo: Blue Jean Cop                                                      |
| 1988       | Big                                           | Motel Clerk                 |                                                                                        |
| 1988       | Talk Radio                                    | Killer/Redneck Caller       |                                                                                        |
| 1989       | Rooftops                                      | Carlos                      |                                                                                        |
| 1989       | Mystery Train                                 | Dependiente de la licorería | Segmento: "Lost in Space"                                                              |
| 1989       | Cookie                                        | Carmine's Wiseguy           |                                                                                        |
| 1990       | In the Spirit                                 | Barman                      |                                                                                        |
| 1990       | In the Soup                                   | Guy                         |                                                                                        |
| 1993       | What About Me                                 | Frank - Raping Landlord     |                                                                                        |
| 1994       | Dreamland                                     |                             |                                                                                        |
| 1996       | Trees Lounge                                  | Stan                        |                                                                                        |
| 1996       | Basquiat                                      | Rockets                     |                                                                                        |
| 1998       | Louis & Frank                                 | Ralph                       |                                                                                        |
| 1999       | The Diary of the Hurdy-Gurdy Man              |                             |                                                                                        |
| 2000       | Animal Factory                                | Big Rand                    |                                                                                        |
| Televisión |                                               |                             |                                                                                        |
| Año        | Título                                        | Papel                       | Notas                                                                                  |
| 1990       | Monsters                                      | Swlabr                      | Un episodio                                                                            |
| 1996       | Musical Shorts with Debi Mazar                | Club Owner                  | Telefilme                                                                              |
| 1999       | Oz                                            | Barber                      | Un episodio                                                                            |